# I Wanna Go
I Wanna Go is de derde single van het zevende album, Femme Fatale, van de Amerikaanse popster Britney Spears. Het is geschreven door Shellback, Max Martin en Savan Kotecha, en geproduceerd door Martin en Shellback.
I Wanna Go heeft drie achtereenvolgende weken op nummer 1 gestaan in Korea, nog voor de single officieel werd uitgebracht.

## Achtergrond
I wanna Go is geschreven door Shellback, Max Martin en Savan Kotecha, en geproduceerd door Martin en Shellback. Spears plaatste op 22 februari een preview op haar officiële Twitter account.
De tekst gaat over dat Spears haar remmingen verliest "I I I wanna show / All the dirt / I got running through my mind.". Jon Caramanica van The New York Times verklaarde dat het lied ook over haar persoonlijke problemen gaat, en dan vooral dat andere controle over haar leven hadden, "Lately people got me all tied up / There's a countdown waiting for me to erupt".
Chris Marrs Piliero gaat de video regisseren.

## Hitnoteringen

### VlaamseUltratop 50
| Hitnotering: 06-08-2011 t/m 22-10-2011 | Hitnotering: 06-08-2011 t/m 22-10-2011 | Hitnotering: 06-08-2011 t/m 22-10-2011 | Hitnotering: 06-08-2011 t/m 22-10-2011 | Hitnotering: 06-08-2011 t/m 22-10-2011 | Hitnotering: 06-08-2011 t/m 22-10-2011 | Hitnotering: 06-08-2011 t/m 22-10-2011 | Hitnotering: 06-08-2011 t/m 22-10-2011 | Hitnotering: 06-08-2011 t/m 22-10-2011 | Hitnotering: 06-08-2011 t/m 22-10-2011 | Hitnotering: 06-08-2011 t/m 22-10-2011 | Hitnotering: 06-08-2011 t/m 22-10-2011 | Hitnotering: 06-08-2011 t/m 22-10-2011 | Hitnotering: 06-08-2011 t/m 22-10-2011 |
| Week:                                  | 1                                      | 2                                      | 3                                      | 4                                      | 5                                      | 6                                      | 7                                      | 8                                      | 9                                      | 10                                     | 11                                     | 12                                     |                                        |
| -------------------------------------- | -------------------------------------- | -------------------------------------- | -------------------------------------- | -------------------------------------- | -------------------------------------- | -------------------------------------- | -------------------------------------- | -------------------------------------- | -------------------------------------- | -------------------------------------- | -------------------------------------- | -------------------------------------- | -------------------------------------- |
| Positie:                               | 47                                     | 22                                     | 26                                     | 24                                     | 26                                     | 18                                     | 15                                     | 26                                     | 33                                     | 42                                     | 32                                     | 33                                     | uit                                    |